# Brevennia pulveraria
Brevennia pulveraria är en insektsart som först beskrevs av Robert Newstead 1892.  Brevennia pulveraria ingår i släktet Brevennia och familjen ullsköldlöss. Arten är reproducerande i Sverige. Inga underarter finns listade i Catalogue of Life.